# Batallón de Comunicaciones 121 (centro clandestino de detención)
El cuartel del Batallón de Comunicaciones de Comando 121 albergó un lugar de reunión de detenidos durante el régimen de terrorismo de Estado en la década de 1970.
Con asiento en la Guarnición Militar Rosario, el Batallón 121 se encargaba también de recibir al personal despachado al II Cuerpo de Ejército desde otras unidades del Ejército Argentino. El Batallón tenía además un Centro de Operaciones Táctico (COT).
En este batallón que funcionó en Rosario operaron los llamados Grupos de Tareas, integrados por personal del Ejército y de Seguridad, que secuestraron y torturaron a cientos de hombres y mujeres, algunas de ellas embarazadas, perseguidos por su militancia política, social y/o sindical, en el marco del plan sistemático de terror y exterminio implementado por la última dictadura cívico-militar de Argentina, indicó la Secretaría de Derechos Humanos de Santa Fe.

## Breve reseña
En el predio funcionó el Destacamento de Inteligencia 121, estuvo ubicado en Lamadrid entre Ayacucho y Leiva, Barrio Saladillo en la Zona Sur, Rosario. Allí se llevó a un número indeterminado de presas y presos políticos a los cuales luego en el Comando del II Cuerpo de Ejército, actualmente Museo de la Memoria, se les realizaban los denominados Consejos de Guerra, parodia de juicio militar en los que no había ni jueces, ni abogados defensores, en los que se decidía la suerte de los secuestrados. Luego eran trasladados a las diferentes unidades penales en las que quedaban a disposición del Poder Ejecutivo Nacional (PEN). El Batallón de Comunicaciones 121, alojó un centro clandestino de detención desde mediados de 1976 hasta 1980.
Según el testimonio del ex sacerdote, Santiago Mac Guire, en el lugar había por lo menos quince celdas para detenidos. De los datos suministrados por el informe oficial que presentara la Comisión Nacional sobre la Desaparición de Personas, se desprende que en la ciudad de Rosario y zonas de influencia existieron tres centros clandestinos de detención: el Batallón de Comunicaciones 121, la Fábrica Militar de Armas Domingo Matheu y el Servicio de Informaciones Policía de Santa Fe. Años más tarde, se sabría que estos lugares no eran los únicos.
Entre diciembre de 2006 y marzo de 2007, el Batallón de Comunicaciones 121 fue trasladado a la localidad de Mercedes desde su anterior asiento en Rosario.
En agosto de 2009, por medio del decreto 1137, la entonces presidenta Cristina Fernández de Kirchner ordenó relevar de la clasificación de seguridad «estrictamente secreto y confidencial» a documentación referida al personal civil de inteligencia que actuó en el Destacamento de Inteligencia 121 entre los años 1976 y 1979.

### Responsables
Cronología de mandos:
- Noviembre de 1975 - Coronel Alfredo Sotera;
- Noviembre de 1976 - Coronel Edgardo Aquiles Juvenal Pozzi;
- Octubre de 1979 - Coronel Jorge Aníbal Roig;
- Septiembre 1981 - Coronel Pascual Oscar Guerrieri

Guerrieri, exagente del Batallón de Inteligencia 601 y jefe del centro clandestino de detención conocido como «Quinta de Funes», fue uno de los principales lugartenientes de Guillermo Suárez Mason, exjefe del Primer Cuerpo de Ejército.

## Justicia

### El noveno juicio de lesa humanidad en Rosario
En octubre de 2016, comenzó en el Tribunal Oral Federal de Rosario, el noveno juicio en la ciudad de Rosario, conocido como Guerrieri III. Entre otros delitos, en el proceso se investigarán los asesinatos y se buscará conocer la verdad del destino de Marta María Forestello y de los desaparecidos Jorge Horacio Novillo, Eduardo José Toniolli, Stella Hillbrand De Del Rosso, Carlos Rodolfo Juan Laluf, Marta María Benassi, Miguel Ángel Tosetti, Oscar Daniel Capella, Ana María Gurmendi, Fernando Dante Dussex, Héctor Pedro Retamar, María Adela Reyna Lloveras, Teresa Soria De Sklate, Raquel Ángela Carolina Negro, Liliana Nahs De Bruzzone, Alberto Barber Caixal, Fernando Rubén Messiez, Aníbal Mocarbel, Héctor Larrosa, Ernesto Víctor Traverso, Guillermo White, Fernando Feliz Agüero, Rubén Daniel Flores, Edgar Tulio Valenzuela -cuya desaparición ocurrió tiempo después de los hechos juzgados- y Jorge Luis Ruffa, cuyos restos fueron identificados.
La causa Guerrieri III investigó los delitos de homicidio agravado, privación ilegal de la libertad y tormentos contra 47 víctimas del Terrorismo de Estado detenidas en los centros clandestinos «La Calamita», «Quinta de Funes», «La Intermedia» y «Escuela Magnasco», cuatro de los cinco centros que formaron parte del circuito represivo que estuvo bajo el mando operacional del Destacamento de Inteligencia 121 de Rosario, comandado, por aquellos años, por el coronel Pascual Oscar Guerrieri, y que también incluyó la Fábrica Militar “Domingo Matheu”.

### Prisión perpetua y cárcel común
El 12 de mayo de 2017 el Tribunal Oral Federal en lo Criminal N.º 1 de Rosario dictó prisión perpetua y cárcel común a todos los implicados en la causa Guerrieri III. Los acusados por privación ilegítima de la libertad, tormentos y homicidio, son el exagente de Inteligencia Eduardo Costanzo, los ex PCI Walter Pagano, Ariel López, Juan Andrés Cabrera y Rodolfo Daniel Isach (que también era policía durante la última dictadura), y los militares Pascual Guerrieri; Marino Héctor González; Alberto Pelliza; Jorge Fariña y Juan Amelong, integrantes del Destacamento de Inteligencia 121 de Rosario durante los primeros años de la última dictadura. Nueve de ellos ya habían sido sentenciados en otros juicios. La Fiscalía destacó la condena de Daniel Isach, la primera que recibe porque estuvo prófugo durante años.El tribunal dará a conocer los fundamentos del veredicto el 25 de julio. También resolvió que los diez acusados deberán cumplir la pena en una "cárcel común", pero indicó que esa disposición se hará efectiva una vez que el pronunciamiento adquiera firmeza.
Salvo Isach, el resto de los acusados ya fue condenado en el primero y segundo juicio conocido como «Guerrieri», sentencias que tuvieron lugar en abril de 2010 y diciembre de 2013. En la primera fueron condenados a prisión perpetua el teniente coronel (RE) Amelong; el coronel (RE) Guerrieri, el teniente coronel (RE) Fariña y el PCI Pagano. La segunda sentencia condenó a 25 años de prisión a Porra y a Cabrera; a 20 años a Carlos Sfulcini; a 18 a Pelliza; a 16 años a López; y a 8 años a Joaquín Guerrera. Por el delito de asociación ilícita Amelong, Guerrieri y Fariña fueron condenados 10 años de prisión, mientras que los PCI Pagano y Costanzo recibieron sentencias de 5 años de prisión.

## Señalización
En septiembre de 2014 el gobierno provincial de Santa Fe, la Red Federal de Sitios de Memoria de la Secretaría de Derechos Humanos de la Nación y el Museo de la Memoria señalizaron un sitio de memoria en la ex sede del Batallón de Comunicaciones 121 de Rosario. Olga Moyano, que estuvo detenida en el predio, fue oradora en el acto. «Hoy es un día memorable para la ciudad. Por este lugar pasamos ciudadanos rosarinos y de todo lo que era el II Cuerpo del Ejército: compañeros de Corrientes, Misiones, Formosa, Chaco, Entre Ríos». La historia de ese predio del Ejército, poco conocida, aunque aparece en los testimonios de víctimas del terrorismo de Estado en las causas Guerrieri I y II, quedó relatada en una placa que se instaló en el lugar, bajo la consigna de “verdad, memoria y justicia”.